# Кладько, Иван Макарович
Ива́н Мака́рович Кладько́ — (1906, Краматорск — 23 февраля 1943, пгт. Георгиевка, СССР) — советский футболист, нападающий.
Родился в Крамоторске, впоследствии переехал в Харьков. В первой столице Советской Украины выступал за команды «Штурм», «Рабис» и «Динамо». В составе сборной города одержал две победы в первенствах Украины (1927, 1928).
В 1928 году на всесоюзной спартакиаде выступал за сборную Украины.
В 1930 году был основным защитником сборной СССР. Играл против команд Москвы, Ленинграда и ездил в турне по Скандинавии. Соперниками советских спортсменов были любительские клубы из Швеции и Норвегии. Все эти матчи имеют неофициальный статус. По итогам сезона был включён в список лучших футболистов страны под вторым номером (№ 1 — Александр Старостин).
В 1931 году выступал за сборную Харькова.
В 1936 году объединились две команды из Ворошиловограда («Металлург» и «Динамо»). Вновь клуб получил название «Дзержинец», а первым тренером был назначен Иван Кладько. В первом сезоне коллектив занял третье место в третьей группе чемпионата РСФСР. 1938 ворошиловоградские футболисты стали победителями первенства Украины. Затем последовала вторая группа всесоюзного чемпионата. Дебютанты стали 16 из 23 участников, но из-за реорганизации потеряли место среди команд мастеров. 1940 играл в чемпионате УССР среди коллективов физической культуры (5 место). Иногда совмещал тренерские функции с выступлениями на поле. В частности, известно, что он играл за «Дзержинец» в трех играх кубка СССР 1937 года.
Участник Великой Отечественной войны. В боевых действиях был тяжело ранен. Умер от ран 23 февраля 1943 года. Похоронен в посёлке Георгиевка Лутугинского района Ворошиловоградской области.

## Достижения
Игрок
- Бронзовый призёр чемпионата СССР: 1931
- Чемпион УССР (2): 1927, 1928 и серебряный призёр в 1931 году
- Серебряный призёр на Всесоюзной спартакиаде: 1928 и в турнире трёх городов 1931
- В списке лучших футболистов СССР (2): 1928, 1930

Тренер
- Чемпион УССР: 1938

### Тренерская статистика
| Клуб      | Начало работы | Окончание работы | Результаты | Результаты | Результаты | Результаты | Результаты |
| Клуб      | Начало работы | Окончание работы | И          | В          | Н          | П          | В %        |
| --------- | ------------- | ---------------- | ---------- | ---------- | ---------- | ---------- | ---------- |
| Дзержинец | 1936          | 1939             | 41         | 24         | 6          | 11         | 058,54     |